# Кіноклуб Могилянки
Кіноклуб Могилянки (кіноклуб НаУКМА, Могилянський кіноклуб) — найстарший із діючих українських кіноклубів, який діє в Національному університеті «Києво-Могилянська академія» з 1994 року.
У Могилянському кіноклубі регулярно проходять куровані студентами та запрошеними гостями покази кінокласики, авторського та експериментального кіно. На сьогодні Кіноклуб існує в якості ініціативи студентів Могилянки, до якої традиційно долучалися викладачі, студенти київських вишів, культурні діячі та міська кіноспільнота. Важливою складовою кіноклубного показу є дискусія наприкінці фільму.
Засадничим принципом Кіноклубу є освітня некомерційна діяльність, спрямована на
- поширення знання про кіномистецтво;
- створення середовища для набуття важливого культурного досвіду та вироблення самостійної критичної думки.

Кіноклуб є активною частиною Могилянської спільноти і важливим культурним осередком, відомим за межами Могилянки.
Основні принципи діяльності:
- прозорий спосіб організації програмної роботи;
- залученість студентів до програмного та інституційного напрямів роботи;
- інклюзивність та демократизм, відкритість до різноманіття точок зору;
- неприйняття будь-яких дискримінаційних проявів.

## Історія виникнення
Був заснований 9 жовтня 1994 року тодішньою студенткою Київського національного університету імені Тараса Шевченка і співробітницею Культурно-мистецького центру НаУКМА Ольгою Брюховецькою. Могилянський кіноклуб перейняв естафету від кіноклубу університету Шевченка, заснованого в середині 1970-х років електриком університету Юрієм Іллічем Шостаком. Він зі свого боку перейняв цю ініціативу від кіноклубу при Інституті кібернетики імені В. М. Глушкова НАН України, заснованого у 1956 році.
Заснування Могилянського кіноклубу в середині дев'яностих років прийшлося на два паралельних процеси в українській дистрибуції кіно: розквіт відеопрокату й телебачення та занепад кінотеатральної мережі. Відповідно суттєвою відмінністю кіноклубів при університеті Шевченка та кіноклубу Могилянки, який одразу почав діяльність з відеокасет VHS, стало оснащення кінозали та носії, з яких демонструвалися фільми. У кіноклубі університета Шевченка, який очолював Шостак, фільми демонструвалися з кіноплівки 35 мм, а в Могилянці — з відеоносіїв на радянському кінескопному відеопроекторі. Це суттєво розширювало репертуар, оскільки покази з плівки були обмежені колекцією Укркінопрокату,.
У 1990-х роках кіноклуб Могилянки забезпечував запит київської публіки на альтернативний прокат, демонструючи кінокласику, європейські фестивальні фільми та українське кіно, яке переживало період «малокартиння» і не мало доступу до глядача. Перед показами фільмів організатори робили вступне слово, після фільмів між глядачами часто виникали дискусії. У кіноклубі відбувались зустрічі з кінематографістами та культурними діячами. Завдяки некомерційно орієнтованій освітній програмі, яка була альтернативою кінотеатральному та відеопрокату, довкола Могилянського кіноклубу виникло особливе культурне середовище. Кіноклуб став місцем зустрічей і отримання унікального кінодосвіду. Саме цим діяльність кіноклубу суттєво відрізнялася від переглядів у відеосалонах та кінотеатрах.
Від початку свого існування кіноклуб Могилянки став невід'ємною частиною культурного простору Києва. Тоді покази проходили раз на тиждень у першому корпусі НаУКМА, аудиторії 318 поряд з кафедрами культурології та філософії. А вже з початку 2000-х інтенсивність програмної діяльності клубу зросла настільки, що покази проходили 3-4 рази на тиждень, збираючи повну аудиторію. З 1997-го кіноклуб переїхав у 9 корпус НаУКМА, приміщення Бурси Київської духовної академії за адресою Набережно-Хрещатицька, 27. У нинішньому приміщенні — 13 аудиторії 9-го корпусу НаУКМА — кіноклуб продовжує діяльність з 2002 року. За великої кількості глядачів покази відбуваються у великій залі Культурно-Мистецького центру НаУКМА на Іллінській, 9.

## Програмна діяльність
Окрім класики кіно, стрічок з міжнародних фестивалів та експериментальних фільмів, в Кіноклубі від самого початку існувала спеціальна програма українського кіно. Її розпочав показ фільму «Відкрий себе» Ролана Сергієнка 18 жовтня 1994 року за участі самого режисера. У тому ж сезоні відбулися покази стрічок Сергія Параджанова, Юрія Іллєнка та інших українських режисерів
Під час пандемії коронавірусу у 2020 році, відмічаючи початок другої чверті століття діяльності, кіноклуб провів перший у своїй історії онлайн-показ. Це теж був фільм «Відкрий себе» Ролана Сергієнка. Він був присвячений річниці з Дня народження найвідомішого могилянця — філософа-містика Григорія Сковороди. Показ був організований спільно з Довженко-Центром та за підтримки кіностудії Укркінохроніка і фестивалю Docudays UA. Глядачі мали змогу ознайомитися з повною (37 хвилин) та відреставрованою версією фільму в новій режисерській редакції 1994 року. В обговоренні фільму брали участь знавці філософії Сковороди. Серед них — декан факультету гуманітарних наук НаУКМА Марина Ткачук, професорка кафедри культурології Леся Довга, професорка кафедри філософії та релігієзнавства Ірина Бондаревська, а також професор кафедри філософії та релігієзнавства, співавтор документального фільму «Таємничий Сковорода». Дискусія тривала кілька годин, повний і скорочений відеозвіти опубліковані на YouTube-каналі Кіноклубу.
В різні роки своєї діяльності Кіноклуб співпрацював із професійним кіносередовищем (Спілка кінематографістів України, кіноінститутом ім. Карпенка-Карого), кінофестивалями («Молодість», «Відкрита ніч», DocuDays), культурними центрами та представництвами іноземних держав в Україні.

### Співпраця з МКФ «Молодість»
Одним із найактивніших партнерів кіноклубу протягом 2000-х був Міжнародний кінофестиваль «Молодість». Співпраця із фестивалем розпочалася у 2003 році. Три роки поспіль — у 2005, 2006, 2007 роках — Кіноклуб виступав одним із майданчиків МКФ «Молодість», фестивальною локацією стала велика зала Культурно-мистецького центру НаУКМА. Фестивальні фільми, на відміну від звичних показів Могилянського кіноклубу, демонстрували з плівкового проектора, відновленого завдяки зусиллям співробітника Культурно-мистецького центру НаУКМА Якова Гивовича Бондаренка [Архівовано 30 липня 2021 у Wayback Machine.], який працював у цьому приміщенні ще до заснування Києво-Могилянської академії.

### 2003 рік
Конкурсна програма МКФ «Молодість» демонструвалася в Будинку кіно, а студентські фільми і короткий метр — у кіноклубі Києво-Могилянської Академії.

### 2004 рік
У межах МКФ «Молодість» у Кіноклубі НаУКМА проходили покази під спільною назвою «Відлуння „Молодості“». Демонструвалися стрічки з конкурсної та позаконкурсної програм кінофестивалю. Зокрема, у Кіноклубі показували програму студентських фільмів. Також тут відбувся показ картини «Дванадцять стільців» Ульріке Оттінґер з українським актором Георгієм Делієвим у головній ролі. Крім цього, у Кіноклубі показали фільм «Контроль» Німрода Антала. Ця стрічка стала володарем призу за найкращий повнометражний ігровий фільм «Молодості».

### 2005 рік
У 2005 році частиною кінофестивалю «Молодість» стала ретроспективна програма «По той бік соцреалізму», надана Держфільмофондом РФ (Білі стовпи). Її авторами виступили завідувач кафедри культурології Михайло Собуцький та Ольга Брюховецька. Програма складалася з заборонених та маргіналізованих радянських фільмів 1920-х — 1930 років, які не вписувалися у канон соцреалізму: «Аеліта» Якова Протазанова, «Аероград» Олександра Довженка, «Три пісні про Леніна» Дзиги Вертова, «Старе і нове» Сергія Ейзенштейна, «Навесні» Михайла Кауфмана, «Маріонетки» Якова Протазанова, «Колискова» Дзиги Вертова, «Державний чиновник» Івана Пир'єва, «Якщо завтра війна» Єфима Дзигана, «Веселі хлоп'ята» Григорія Александрова.

### 2006 рік
У 2006 році на кінофестивалі «Молодість» була показана програма «Ігор Савченко та його учні», присвячена 100-річчю [Архівовано 30 липня 2021 у Wayback Machine.] від дня народження відомого режисера та педагога. У Кіноклубі НаУКМА показали дві з тринадцяти стрічок добірки [Архівовано 30 липня 2021 у Wayback Machine.] — «Гармонь» та «Богдан Хмельницький».

### 2007 рік
У 2007 році Кіноклуб НаУКМА показував фільми з різних програм фестивалю «Молодість»: «Андрій Рубльов» Андрія Тарковського, «Салют, Маріє!» Іосіфа Хейфіца, «Сказання про Рустама» Бориса Кімяґарова (в межах ретроспективи до 100-річчя Григорія Колтунова), «Лулу» Моріса Піалі (в межах ретроспективи Ізабель Юппер) та «Під сонцем Сатани» (в межах ретроспективи Моріса Піала).

### 2012 рік
Спільно з чеським посольством у 2012 році Кіноклуб організовував показ стрічки «Чеський мир» Філіпа Ремунда. В обговоренні та презентації фільму брав участь режисер та представники посольства.
У 2012 році спільно з фестивалем американського кіно «Незалежність» у Могилянському кіноклубі напередодні показу в кінотеатрі «Київ» була організована зустріч зі знімальною групою стрічки «Атомні штати Америки».

### Співпраця зі студентами КНУТКіТ ім. І.К.Карпенка-Карого
У Могилянському кіноклубі регулярно представляли власні фільми студенти Київського національного університету театру, кіно і телебачення імені І. К. Карпенка-Карого. Частим гостем Кіноклубу НаУКМА був відомий режисер анімації та викладач університету Карпенка-Карого Євген Сивокінь. Зокрема, у 2012 році він представляв у кіноклубі дебютні анімаційні фільми студентів своєї майстерні: «П'єса для трьох акторів» Олександра Шмигуна (10 хв), «Некст» Анатолія Лавринішина, (4 хв), «Поединок» Тетяні Гагуріної, (2 хв.), «Погана прикмета» Оксани Черненко, (8 хв.), «Хочешь — прячься, хочешь — беги». Альони Педан, (2 хв.), «Уві сні» Катерини Чепіки, (10 хв.), «Чистий», «Всередині» Олени Потьомкіної (3 хв.), «Маша» Тетяни Кабаєвої (3 хв.). Покази проходили за участі авторів стрічок.

### Співпраця з громадськими організаціями
У різні періоди своєї діяльності Кіноклуб Могилянки спільно організовував покази або надавав майданчик для організації студентській профспілці «Пряма дія» (Кіноклуб 26 кадр), кіноклубу класичного і соціального кіно, Amnesty International та FemSolution. Традиційно Кіноклуб співпрацював та співпрацює із державним кіноархівом, Довженко-центром. У 2013 році Довженко-центр презентував відреставровану версію фільму «Земля» у кіноклубі Могилянки (велика зала КМЦ).

### 2015 рік
У 2015 році кіноклуб Могилянки спільно з IDFA, Foundation Arts, AISEC провів десятиденний кінофестиваль документалістики «Ukraine: International Documentary Festival 2015». Протягом фестивалю показали 21 фільм з Нідерландів, Естонії, Канади, Фінляндії, Данії, Швейцарії, Франції, Мадагаскару, Нової Зеландії. Покази проходили у великій залі Культурно-мистецького центру НаУКМА.

### 2017 рік
В 2017 році спільно з Італійським інститутом культури в Україні був презентований українсько-італійський фільм Андреа Маньяні «Easy». До дискусії після показу долучилися представники італійського посольства в Україні та директор фестивалю «Молодість» Андрій Халпахчі.
Також кіноклубні покази доповнювали освітні програми на кафедрі культурології НаУКМА. Так, в межах курсів «Кіномистецтво» (викладачка — Лариса Брюховецька), «Історія кіно» (Лариса Брюховецька), «Культура радянської доби» (Михайло Собуцький, Борис Чумаченко), «Масова культура» відбувалися покази фільмів, а на курсі «Екранні мистецтва і візуальна культура» (Ольга Брюховецька) відбувалися лабораторії з формального аналізу аудіовізуальної продукції.

### Акції кіноманської непокори 2005 та 2006 року
12 вересня 2005 року Кіноклуб Могилянки організував «Акцію кіноманської непокори» проти заборони Міністерством культури і туризму України фільму «Земля Мертвих» (2005) режисера Джорджа Ромеро. Україна стала єдиною країною, де «Земля Мертвих» підпала під заборону — в усьому світі фільм вийшов у прокат з віковим цензом від 12 до 21 року. Міністерство посилалося на закон «Про захист суспільної моралі» попри те, що він забороняв публічну демонстрацію «відеопродукції сексуального чи еротичного характеру» і не поширювався на фільми жанру горор.
Акція проходила за повної зали кіноманів, а серед присутніх могилянських науковців були Олександр Івашина, Ольга Брюховецька, Ростислав Семків, Михайло Собуцький, Василь Черепанин, Олексій Радинський. Несподівано для всіх на акцію завітали працівники міліції, які попросили не проводити показ. Правоохоронці, співробітниця районного відділу у боротьбі з дитячою злочинністю старша лейтенантка Леся Мадніченко та старший оперуповноважений ГУ МВС в м. Києві Олексій Ткачов, взяли пояснення у керівниці кіноклубу Ольги Брюховецької в межах дослідчої перевірки, необхідної для розгляду питання про порушення кримінальної справи за статтею 300 Кримінального Кодексу «Ввезення, виготовлення або розповсюдження творів, що пропагують культ насильства і жорстокості, расову, національну чи релігійну нетерпимість та дискримінацію». Ольга Брюховецька погодилася дати пояснення лише у присутності учасників «Акції кіноманської непокори» в аудиторії Кіноклубу. Старша лейтенантка Мадніченко записувала розлогі відповіді Ольги Брюховецької на очах усього зібрання. Після цього відбулося колективне обговорення заборони фільму. Пізніше Кіноклуб НаУКМА оприлюднив відкритого листа щодо цензури в українському кінопрокаті.
Друга акція кіноманської непокори відбулася 27 березня 2006 року. Вона була спрямована проти заборони фільму «Хостел» (2005) Ілая Рота Експертною комісією з питань розповсюдження і демонстрування фільмів Міністерства культури і туризму України. Ініціатором заборони виступила Всеукраїнська молодіжна асоціація хостелів України.

### Покази до 20-річчя кіноклубу
9 жовтня 2014 року Кіноклуб Могилянки відсвяткував 20 років своєї діяльності програмою «Двадцять у квадраті», в межах якої представили короткометражні фільми студентів Могилянки, відреставровані українські фільми та спеціальні покази від попередніх поколінь кіноклубівців. Зокрема, Олександр Печенін показав фільм «Ключ» Тінто Брасса, а Олексій Радинський представив стрічку «До першої крові» режисера Володимира Фокіна.

## Цікаві факти про Кіноклуб
- З 2014 року на логотипі Кіноклубу зображено 16-міліметровий кінопроектор 16-КПЗЛ-3, який зберігається в аудиторії 9-13.
- У 2008 році кіноклуб Могилянки проводив з 16-міліметрового проектора спеціальні покази фільмів з фонду Освітніх американських фільмів НаУКМА. Ця колекція, складена з освітньою метою для американських військових протягом 1950-1980-х років, дісталася Києво-Могилянській академії від неурядової організації Counterpart Foundation Inc[28]. У 2012 році, після закриття Центру візуальної культури в якому зберігався фонд, його в повному обсязі передали Довженко-центру. Облік та обробку колекції завершили лише у 2018 році. Згідно з річним звітом Довженко-центру за 2018 рік, фонд Освітніх американських фільмів НаУКМА є найбільшим переданим Довженко-центру зібранням: він налічує близько 3500 освітньо-наукових фільмів й одиничні анімаційні та художні стрічки[29].